# Echávarri
Echávarri (Etxabarri en euskera) es un concejo del municipio de Allín, Comunidad Foral de Navarra, España. Está situado al norte de Larrión y al sur de las Peñas de Echávarri, que forman parte de la sierra de Urbasa.
En el siglo XII era una encomienda de los Hospitalarios de San Juan de Jerusalén.

## Toponimia
El topónimo es de origen vasco y significa ‘casa(s) nueva(s)’, de etxe- ‘casa’ y -berri ‘nuevo’.
El topónimo es bastante común, y hay otros lugares llamados así: Echávarri de la Solana, Etxabarri en Álava, etc. Ha dado lugar a un apellido toponímico.

## Demografía
| 83 | 82 | 72 | 67 | 67 | 66 | 68 | 74 | 71 | 66 | 61 | 62 | 64 | 67 | 62 | 61 | 61 | 60 | 62 | 59 | 57 |

## Cultura y ocio
Iglesia de la Asunción, de estilo gótico tardío (siglo XVI), con una torre campanario de planta pentagonal. Ermitas de San Miguel y de San Mamés.
Fiestas patronales: 15 de agosto.